# Elefsina

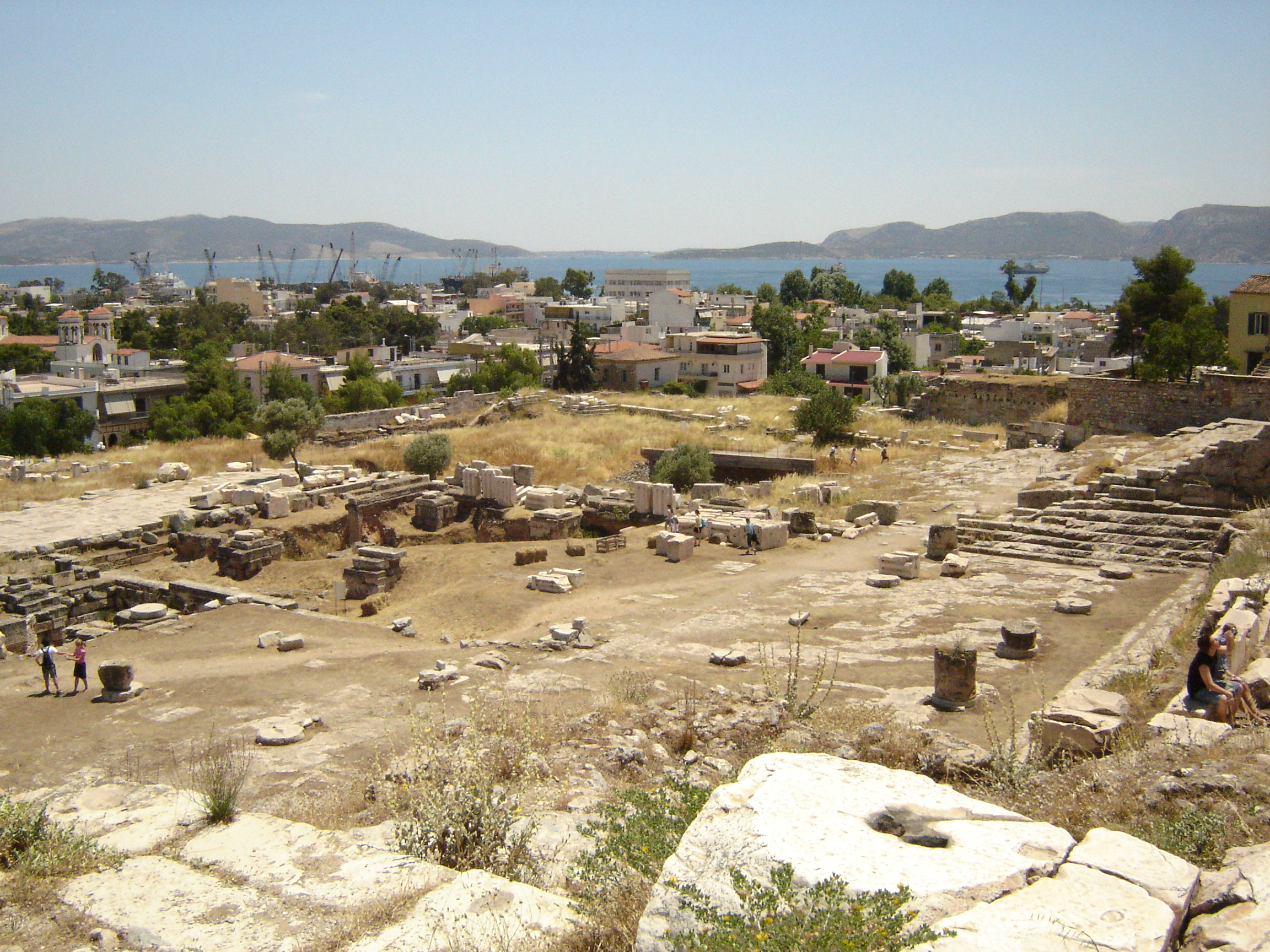
Blick über das Ausgrabungsgelände von Eleusis

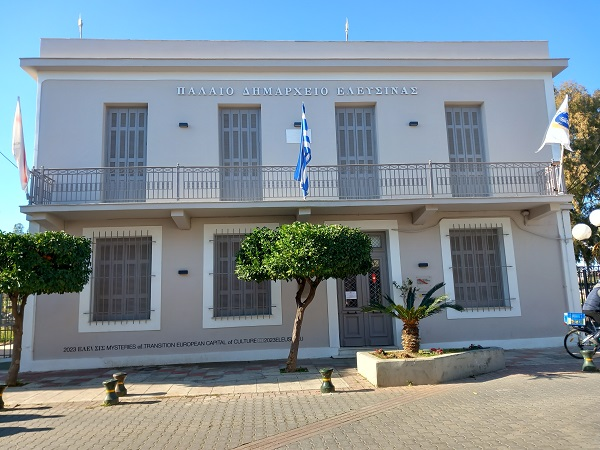
Altes Rathaus von Elefsina 2023

Elefsína (neugriechisch Ελευσίνα, altgriechisch Ἐλευσίς Eleusis) ist ein Ort etwa 22 km nordwestlich von Athen. Seine Bedeutung erlangte er durch die Mysterien von Eleusis, einen der bedeutenden Kulte des antiken Griechenland. Heute ist die Stadt unter dem Namen Elefsina ein Vorort von Athen.
Elefsina war zusammen mit Timișoara (Rumänien) und Veszprém (Ungarn) Kulturhauptstadt Europas im Jahr 2023.

## Lage
Elefsina liegt am Nordufer des Saronischen Golfes nordwestlich der griechischen Hauptstadt Athen in der Region Attika. Die Europastraße 94 von Athen nach Korinth führt durch den Ort und teilt sich hier in die mautpflichtige Attiki Odos, die zum Flughafen Eleftherios Venizelos führt, und die Schnellstraße, die im Westen Athens, in Metamorfosi, in die A1 mündet. Nördlich von Elefsina liegen Mandra und Magoula, im Nordosten die Thriasische Ebene mit Aspropyrgos.
Am westlichen Stadtrand befindet sich eine Ölraffinerie, im Osten der Athen am nächsten gelegene Militärflugplatz der griechischen Luftwaffe.
Der Hafen von Elefsina wird als Schiffsfriedhof genutzt; viele Eigentümer der etwa 30 teils seit Jahrzehnten hier liegenden Schiffe sind nicht mehr zu ermitteln.
|              | Mandra                                      |             |
| Neos Peramos | Kompassrose, die auf Nachbargemeinden zeigt | Aspropyrgos |
|              | Golf von Salamis                            |             |

## Ausgrabungen
Eleusis war in der Antike durch seine Mysterien bekannt. Die Ausgrabungsstätten des Heiligtums der Demeter liegen an einem 63 m hohen Felsen, auf dessen Spitze ein moderner Uhrturm steht. Die ersten systematischen Ausgrabungen fanden im späten 19. und im frühen 20. Jahrhundert unter der Leitung von Demetrios Philios, Andreas Skias und Konstantinos Kourouniotis statt. Von 1945 an wurden sie durch Ioannis Travlos und George E. Mylonas fortgesetzt. Die meisten Ruinen stammen aus römischer Zeit. Vor allem unter den Kaisern Hadrian und Marc Aurel wurden zahlreiche Bauten errichtet. Der 1882 ausgegrabene Kopf einer Kore befindet sich im Archäologischen Nationalmuseum von Athen.
Über einen Vorhof betritt man die Propyläen, die denen der Athener Akropolis nachempfunden waren. Eine Grotte im Fels, das Ploutonion, galt als Tor zum Hades. Das wichtigste Gebäude der Kultstätte war das Telesterion, ein großer Tempel, der ursprünglich auf die Zeit um 600 v. Chr. zurückgeht und mehrfach erweitert wurde. Sein Allerheiligstes war das Anaktoron, in dem die heiligen Kultgegenstände aufbewahrt wurden.
Am Rand der Ausgrabungsstätte befindet sich ein archäologisches Museum, das unter anderem eine Vase mit der Darstellung der Blendung des Polyphem zeigt.

## Gliederung
Die Gemeinde Elefsina gliedert sich in zwei Gemeinde- und Stadtbezirke (Einwohnerzahlen von 2011):
- Gemeindebezirk Elefsina (Δημοτική Ενότητα Ελευσίνος)
  - Stadtbezirk Elefsina (Δημοτική Κοινότητα Ελευσίνος, Ελευσίνα) – 24.685
- Gemeindebezirk Magoula (Δημοτική Ενότητα Μαγούλας)
  - Stadtbezirk Magoula (Δημοτική Κοινότητα Μαγούλας) – 5.179
    - Magoula (Μαγούλα) – 4.923
    - Neos Pondos (Νέος Πόντος) – 256

## Militärflugplatz
Nördlich der Stadt gibt es den Militärflugplatz Elefsina, welcher von der Griechischen Luftwaffe, als auch vom US Militär benutzt wird.

## Persönlichkeiten
- Aischylos (525 v. Chr.–456 v. Chr.), antiker Tragödiendichter
- Stelios Kazantzidis (1931–2001), Sänger
- Theodoros Pangalos (1938–2023), Politiker
- Panagiotis Lafazanis (* 1951), Politiker
- Ioannis Kalitzakis (* 1966), Fußballspieler